# Сорокин, Георгий Матвеевич
Георгий Матвеевич Сорокин (род. 3 мая 1927 года, д. Буда, Брянская губерния) — профессор Московского нефтяного института им. И. М. Губкина, основные работы по трибологии и металловедению. Участник Великой Отечественной войны.

## Биография
Родился в деревне Буда (ныне — Людиновского района Калужской области).
В 1955 году окончил Московский нефтяной институт им. И. М. Губкина по специальности «Технология нефтяного машиностроения и аппаратостроения». Должность в РГУ нефти и газа им. И. М. Губкина — профессор кафедры металловедения и неметаллических материалов с 1999 г. Профессиональная деятельность: машинист турбины Людиновского машиностроительного завода (1944—1946). В Университете им. И. М. Губкина: инженер, старший инженер, младший научный сотрудник (1955—1963), научный руководитель лаборатории долговечности нефтепромыслового и бурового оборудования (1967—1972), старший преподаватель, доцент (1963—1972), заведующий кафедрой металловедения и неметаллических материалов (1972—1999).
Кандидатская диссертация «Исследования износа и разрушения зубьев шарошек буровых долот малых размеров и повышение их долговечности», МИНХиГП им. И. М. Губкина (1963); докторская диссертация «Исследования ударного износа», МИНХиГП им. И. М. Губкина (1972).
Ученый секретарь спец. ученого совета по проблемам трибологии и коррозии (1964—1972), председатель совета института по изобретательству (1978—1986), член экспертного совета ВАК (1983—1988), науч. рук. межкафедр. науч. семинара по проблемам металловедения и трибологии (1965—1990). Зам. председ. спецсовета «Оборудование и трибология» (с 1997), член-корр. Российской инженерной академии (с 1995); член межвед. науч. совета по трибологии РАН (с 1970), науч. совета по новым конструкционным материалам РАН (с 1992), ред. совета журнала «Трение и износ» (с 1980).

## Семья
Жена — Нинель Владимировна Сорокина, экономист. Сын — Владимир Сорокин, писатель.

## Научно-производственные и общественные достижения
Автор более 400 научных трудов, в том числе 8 монографий, 11 учебных пособий, 76 авторских свидетельств. Основные монографии: «Долговечность буровых долот» (1977), «Изнашивание при ударе» (1982), «Износостойкость сталей и сплавов» (1994), «Механическое изнашивание сталей и сплавов» (1996), «Трибология сталей и сплавов» (1999). Научные исследования связаны с повышением износостойкости и долговечности газонефтепромыслового и бурового оборудования за счет применения лучших сортов сталей, наплавочных сплавов, улучшения начальной конструкции машин и инструмента. Под его руководством было подготовлено 49 кандидатов технических наук.
Член-корреспондент Российской инженерной академии; член редколлегии журнала «Трение и износ»; член Научного совета РАН по высокопрочным сталям; член Специализированного совета МИНХ и ГП им. И. М. Губкина.

## Учёные степени и звания
- кандидат технических наук (1963)
- доктор технических наук (1972)
- профессор (1974)

## Награды
- Заслуженный деятель науки Российской Федерации
- трижды лауреат премии имени академика И. М. Губкина (1975, 1989).
- орден Отечественной войны II степени (6.11.1985)[1]
- семь медалей СССР
- отраслевые награды
- Изобретатель СССР
- Почётный нефтяник